# 佐久山宿
佐久山宿（さくやまじゅく）は、奥州街道（奥州道中）の21番目の宿駅（宿場町）である。現在の栃木県大田原市佐久山。

## 概要
佐久山宿は、江戸時代、かつて佐久山城があった土地が奥州街道（奥州道中）喜連川宿の次の宿駅として整備された宿場町で、下野国那須郡にあった。天保14年（1843年）の『奥州道中宿村大概帳』によれば、佐久山宿は家数121軒、うち本陣1軒、脇本陣1軒、旅籠27軒、人口473人であった。佐久山宿本陣は井上家や村上家が勤めた。
喜連川宿から奥州道中を北に向かうとつるが坂を通り曽根田に至る。曽根田では江川を橋で渡っていた。この川の手前岸には、明治天皇が行幸した際に使用された休憩所の碑が立っている。対岸に着いた後、さらに北上すると福原道（ふくはらのみち）を分岐する追分を経て佐久山宿へと着く。
佐久山は下野国の名家のひとつである那須氏発祥の地である。那須資隆の子である那須泰隆がこの地に佐久山城を築城して住まい、はじめて佐久山氏を名乗った。永禄年間には福原資孝が佐久山城攻めて落城させ、その後元禄年間は子孫の福原氏子孫の福原資倍が佐久山城を修復して入城、以後、城下町の機能を併せ持つ宿場となる。

## 設備
- 本陣
  - 本陣井上家
  - 脇本陣
- 陣屋
  - 国井家
- 寺社
  - 実相院

## 参考資料
1. ↑  『奥州道中宿村大概帳』に拠る。

## 隣の宿
奥州道中
喜連川宿 - 佐久山宿 - 大田原宿